# 倉敷市立中庄小学校
倉敷市立中庄小学校（くらしきしりつ なかしょうしょうがっこう）は、岡山県倉敷市中庄にある市立小学校。

## 沿革
（沿革節の主要な出典は公式サイト）
- 1872年9月4日（明治5年8月2日） - 鳥羽村（現在の倉敷市鳥羽）に報知小学設立、同村宝憧院（寺院）を仮校舎として使用[2]。
- 1873年（明治6年）4月 - 中島村（現在の倉敷市中島）に拡充小学設立。のちに別府村の素行小学と統合され、中庄村（現在の倉敷市中庄）の西之院に設けられる（1881年〈明治14年〉11月に拡充小学校となる）[3]。
- 1882年（明治15年）9月 - 黒崎村（現在の倉敷市黒崎）に格致小学校設立[3]。
- 1884年（明治17年）9月 - 報知小学校が萬壽小学校となる[3]。
- 1887年（明治20年）4月 - 萬壽小学校・拡充小学校・格致小学校を合併し、拡充尋常小学校設立。所在地は中庄村入江[3]。
- 1889年（明治22年）6月1日 - 都宇郡中庄村・鳥羽村・徳芳村・黒崎村が新設合併し、都宇郡中庄村を新設。
- 1893年（明治26年）4月 - 都宇郡中庄尋常小学校と改称。
- 1900年（明治33年）4月1日 - 都宇郡が窪屋郡と統合され、都窪郡となる。
- 1904年（明治37年）4月 - 都窪郡中庄尋常高等小学校と改称。
- 1913年（大正02年）5月 - 現位置（現在の倉敷市中庄2599番地）に改築[注釈 1]。
- 1941年（昭和16年）4月 - 中庄国民学校と改称。
- 1947年（昭和22年）4月 - 学制改革により、都窪郡中庄村立中庄小学校と改称。
- 1951年（昭和26年）3月28日 - 中庄村の倉敷市編入により、倉敷市立中庄小学校と改称。
- 1972年（昭和47年）11月 - 創学百年記念碑建立。

## 通学区域が隣接している学校
- 倉敷市立庄小学校
- 倉敷市立菅生小学校
- 倉敷市立万寿小学校
- 倉敷市立万寿東小学校
- 倉敷市立豊洲小学校
- 早島町立早島小学校